# Indonesische Basketballnationalmannschaft
Die indonesische Basketballnationalmannschaft repräsentiert Indonesien bei Basketball-Länderspielen der Herren. Zu den größten Erfolgen der Indonesischen Nationalmannschaft zählen zwei 6. Plätze bei den Basketball-Asienmeisterschaften 1960 und 1967.

## Abschneiden bei internationalen Wettbewerben

### Olympische Spiele
| - bisher nicht qualifiziert |

### Weltmeisterschaften
| - bisher nicht qualifiziert |

### Asienmeisterschaften
| - 1960 – 6. Platz - 1967 – 6. Platz - 1969 – 7. Platz - 1973 – 8. Platz - 1975 – 10. Platz - 1977 – 14. Platz - 1983 – 12. Platz - 1986 – 11. Platz - 1987 – 12. Platz - 1989 – 14. Platz | - 1991 – 14. Platz - 1993 – 12. Platz - 1995 – 18. Platz - 1997 – 12. Platz - 2005 – 14. Platz - 2007 – 12. Platz - 2009 – 15. Platz - 2011 – 13. Platz |

### Basketballwettbewerb bei denAsienspielen
| - 1954 – 6. Platz - 1958 – 9. Platz - 1962 – 5. Platz - 1978 – 7. Platz - 1982 – 7. Platz |